# Apfeldieb
Der Apfeldieb war ein Denkmal in Königsberg, das bis 1945 auf dem Evabrunnen auf dem Altstädtischen Markt stand. 

## Geschichte
Der bronzene Apfeldieb war ein Werk von Stanislaus Cauer. Die Bronzeskulptur stellte ein Mädchen mit einem Apfel in der Hand dar.
Die Arbeit entstand im Jahr 1906 und wurde zunächst auf dem Pferdemarkt, später aber vor dem Altstädter Rathaus aufgestellt. Für die Skulptur soll Cauers Tochter Clara Modell gestanden haben. Über den Verbleib nach 1945 ist nichts bekannt.

## Bilder

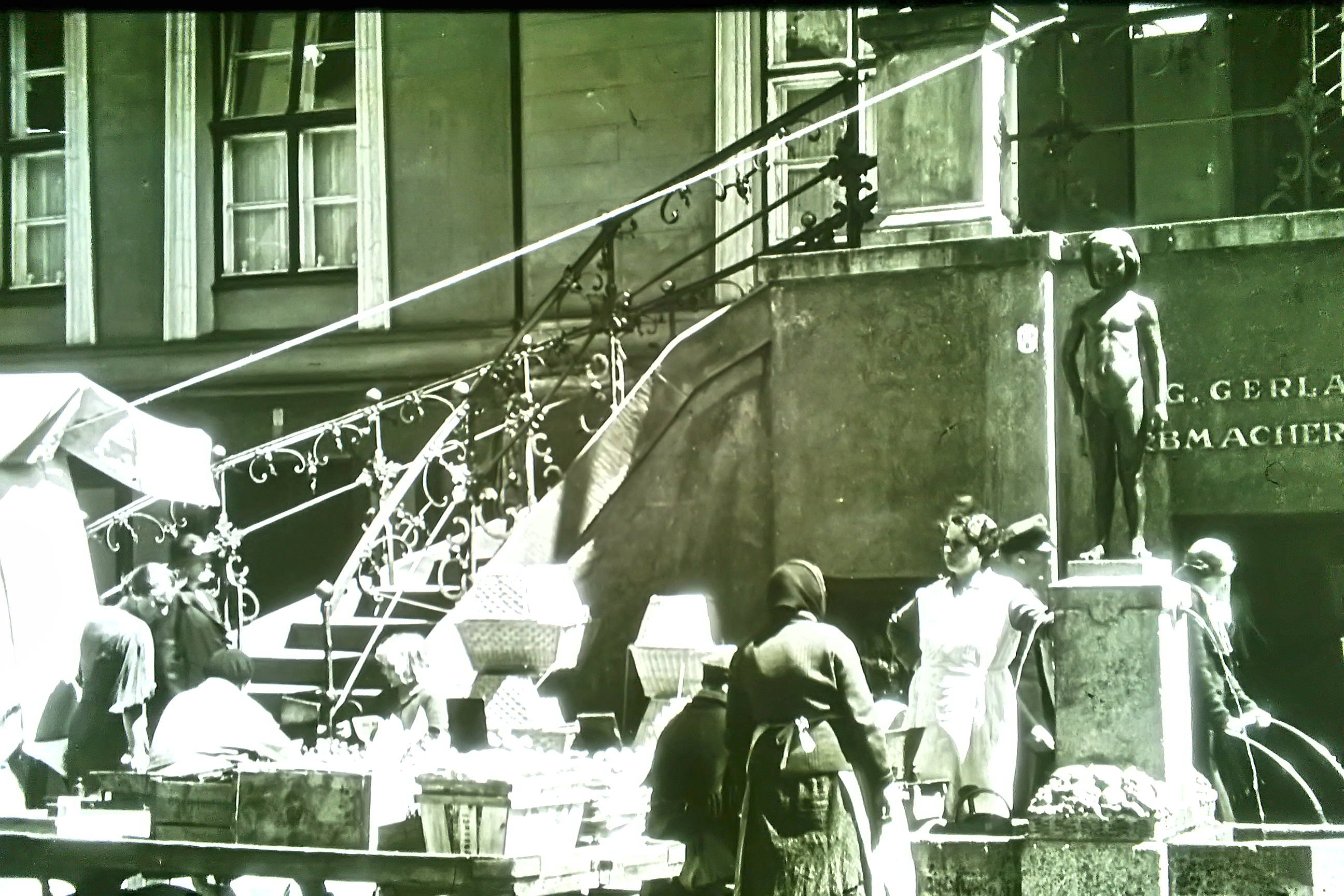
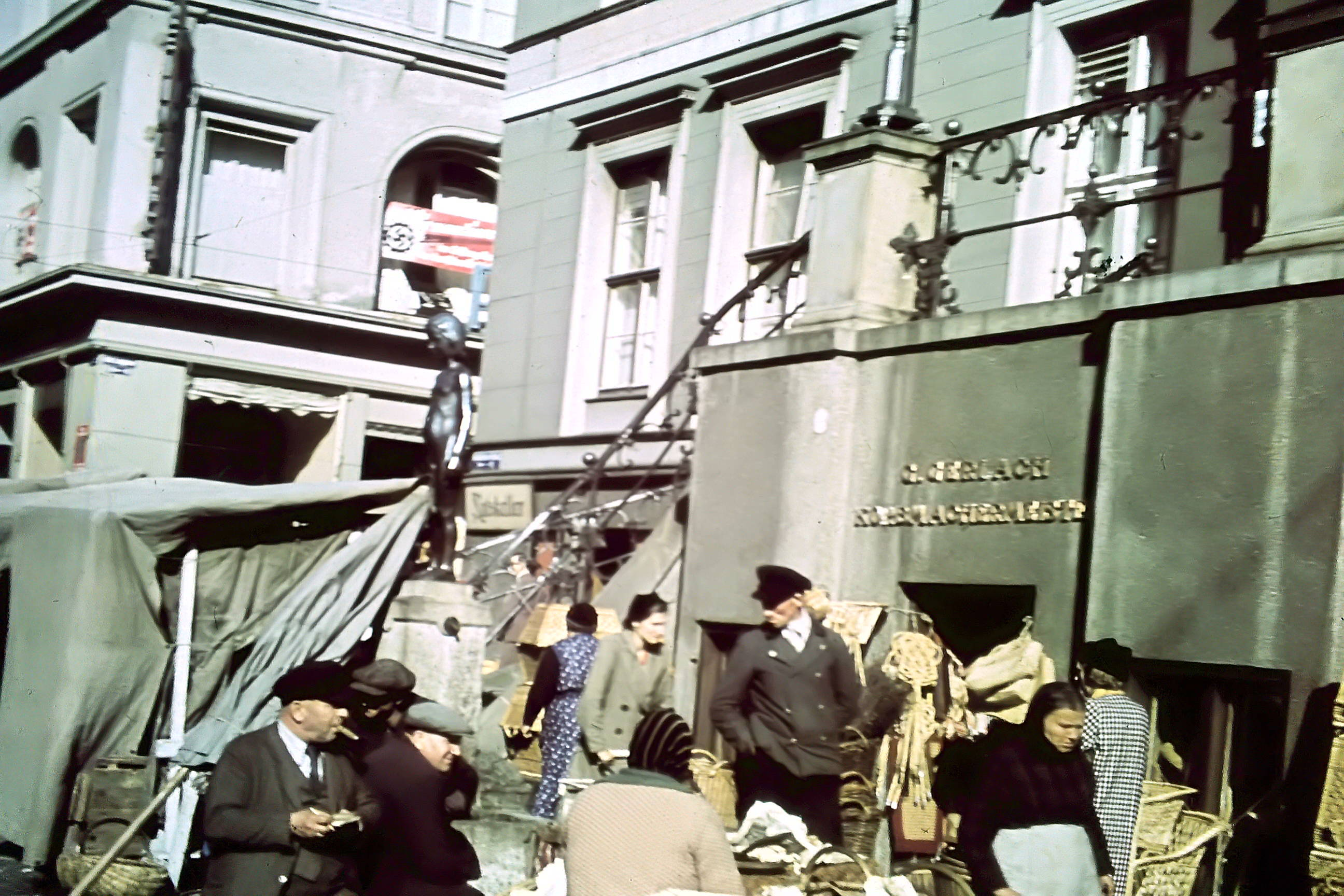
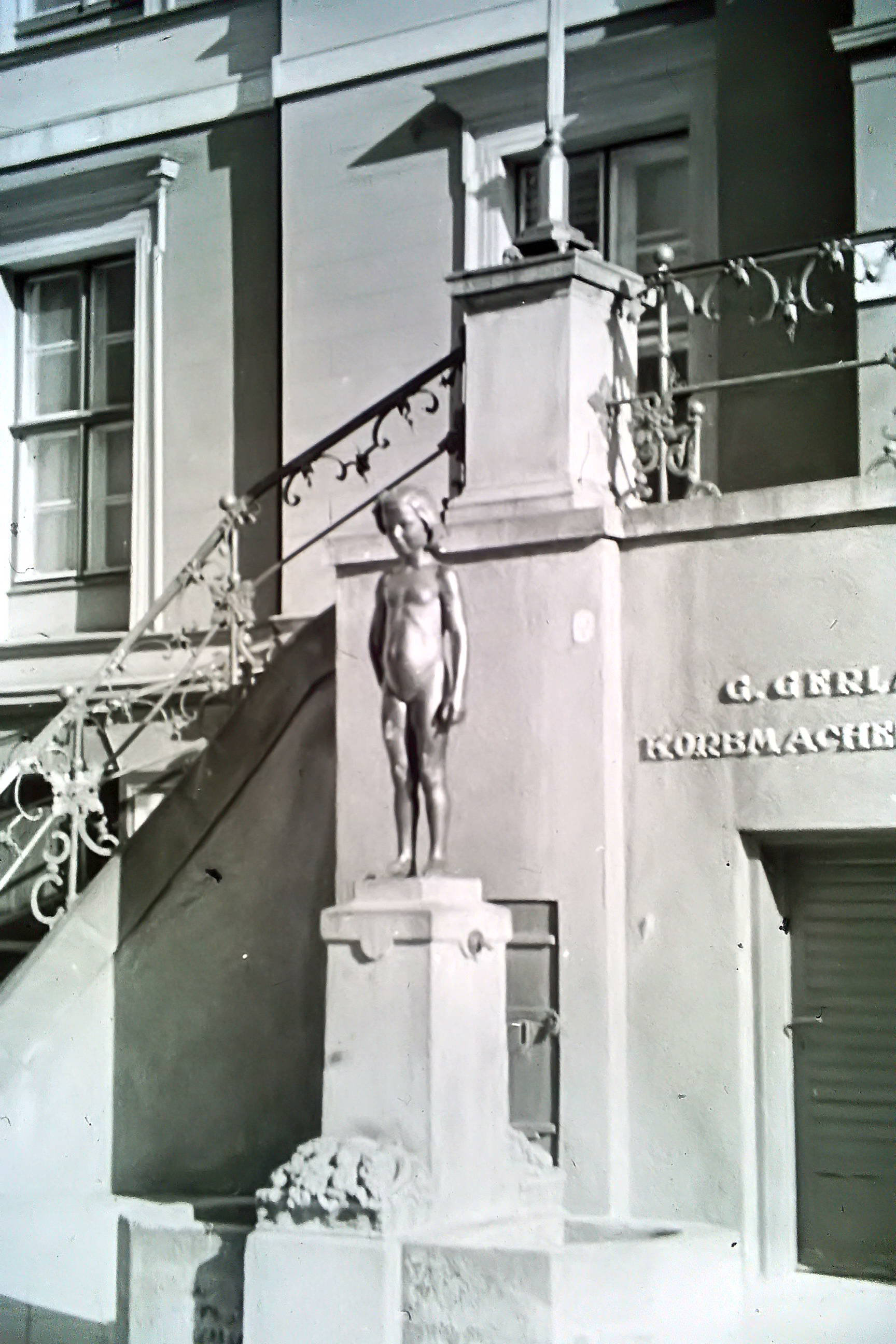
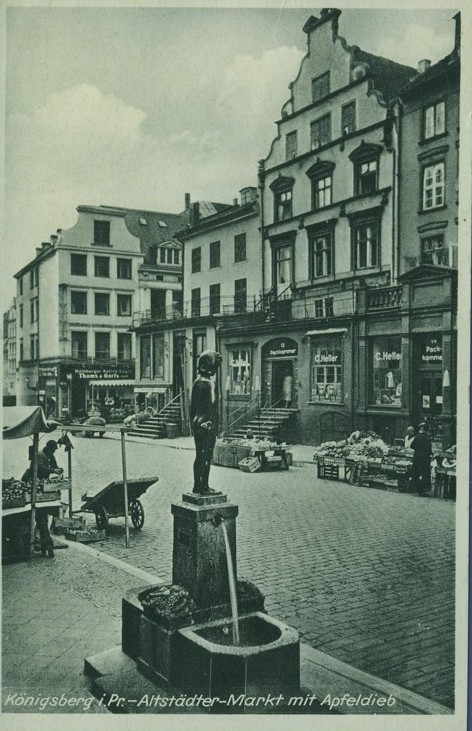